# Khedbrahma
Khedbrahma é uma cidade e um município no distrito de Sabar Kantha, no estado indiano de Gujarat.

## Demografia
Segundo o censo de 2001, Khedbrahma tinha uma população de 25 547 habitantes. Os indivíduos do sexo masculino constituem 52% da população e os do sexo feminino 48%. Khedbrahma tem uma taxa de literacia de 65%, superior à média nacional de 59,5%: a literacia no sexo masculino é de 73% e no sexo feminino é de 56%. Em Khedbrahma, 13% da população está abaixo dos 6 anos de idade.